# Hoplotarache costalis
Hoplotarache costalis là một loài bướm đêm trong họ Noctuidae.